# Drabssagen i Hadsund
Drabssagen i Hadsund eller Kvindedrabet i Hadsund var et mord, der skete tidligt om morgenen den 11. november 2018 i Hadsund. Klokken 04.20 modtog Nordjyllands Politi en anmeldelse om en alvorlig forbrydelse i Nørregade i Hadsund. Her blev liget af en 40-årig kvinde fra Viborg fundet forsøgt parteret i en garage i baggården på adressen Nørregade 10. Hun var blevet dræbt med 10 knivstik i halsen og hovedet.
Politiet ankom til adressen klokken 04.48, hvor man anholdt og sigtede en 28-årig mand fra lokalområdet for manddrab. Han befandt sig på adressen med blod på kroppen. Under grundlovsforhøret samme dag indledte anklager Peter Rask med at sigte den 28-årige mand for at have dræbt en kvinde med en kniv. Resten af grundlovsforhøret foregik bag lukkede døre som følge af anbefalinger fra forsvarer og anklager. Dommeren nedlagde navneforbud af hensyn til den sigtedes familie. Den 28-årige blev varetægtsfængslet i fire uger indtil 4. december. Varetægtsfængslingen blev siden forlænget flere gange
Politiets efterforskning viste allerede den 12. november, at den 28-årige og den dræbte kvinde havde mødtes helt tilfældigt under en bytur i Hadsund på bodegaen Jagtstuen i Storegade, samme aften som drabet fandt sted.
Ved politiets ransagning af den 28-åriges bolig fandt man tegninger af en halshugget person og nogle tegninger med seksuelt motiv. Derudover blev der fundet en bog skrevet af den dømte morder Peter Lundin.
I flere dage efter den alvorlige forbrydelse var politiet massivt til stede i Hadsund for at sikre spor samt for at få klarlagt den 28-åriges færden i byen op til drabet. Der blev blandt andet afspærret et større område bag Hadsund Rådhus, hvor flere af politiets hundepatruljer ledte efter spor.

## Retten
Retssagen mod den 28-årige mand foregik over to dage den 25. og 26. juni 2019 ved Retten i Aalborg. Den 28-årige mand nægtede sig skyldig i anklagerne om drab og usømmelig omgang med liget. Men han erkendte de faktiske omstændigheder, oplyste hans forsvarsadvokat Mogens Kjær.

Den 28-årige Rasmus Kragh blev idømt 13 års fængsel for drabet af en enig domsmandsret. Anklagemyndigheden krævede ham idømt 16 års fængsel.